# Atrapados en azul
Atrapados en azul es el primer álbum del cantautor español Ismael Serrano. Con esta obra conseguiría el disco de platino en España y se da a conocer en América Latina (disco de oro en Argentina). El disco incluye el clásico del cantautor Papá cuéntame otra vez.
Es un disco en el que se combina la temática política con temas referidos al amor y la vida cotidiana, incluyendo algunos toques de humor.
A los temas compuestos originalmente para ser interpretados solo a voz y guitarra, se le incorporan los arreglos de Álvaro de Cárdenas, Fredi Marugán y Alejandro Monroy.

## Lista de canciones
1. Papá cuéntame otra vez - 3:00 (Daniel Serrano, Ismael Serrano)
2. Vértigo - 6:17 (Ismael Serrano)
3. Donde estarás - 4:04 (Daniel Serrano, Ismael Serrano)
4. Caperucita - 4:50 (Ismael Serrano)
5. Yo quiero ser muy promiscuo - 3:52 (Daniel Serrano, Ismael Serrano)
6. Amo tanto la vida - 4:20 (Ismael Serrano)
7. La extraña pareja - 5:13 (Rodolfo Serrano, Ismael Serrano)
8. El camino de regreso - 4:10 (Ismael Serrano)
9. México insurgente - 3:07 (Daniel Serrano,Ismael Serrano)
10. Un muerto encierras - 6:12 (Daniel Serrano, Ismael Serrano)
11. Atrapados en azul - 4:36 (Ismael Serrano)
12. Ana - 3:16 (Ismael Serrano)

## Créditos
- Voz: Ismael Serrano.
- Guitarras: Ismael Serrano, Enrique Mateu, Fredi Marugán, Antonio Toledo, Juan Cerro, Gaspar Payá-
- Mandolina: Miguel Iniesta, Fredi Marugán.
- Teclados: Álvaro de Cárdenas, Alejandro Monroy, David Revuelto.
- Piano: Fran Rubio, Alejandro Monroy, David Revuelto.
- Bajo: Álvaro de Cárdenas, Manolo Toro, Luismi Balandrón y Alejandro Monroy.
- Programaciones: David Revuelto, Alejandro Monroy.
- Batería: Paco García (Yo quiero ser muy promiscuo y Atrapados en azul) y Vicente Climent (El camino de regreso).
- Percusión en Dónde estarás: Juan Ignacio Cuadrado.
- Armónica en El camino de regreso: Juan Ignacio Cuadrado.
- Acordeón en México insurgente: Cuco Pérez.
- Violín: en México Insurgente: Fermin Aldaz.
- Cuerdas en Un muerto encierras: Eduardo Sánchez y Pedro Rosas (violines), Grazyna Sommak (viola) y Manuel López (chelo).
- Flauta: Salvador Espasa.
- Clarinete: Salvador Vidal.
- Oboe: Carmen Guillem.
- Violín: Gavyn Wright, Perry Montague-Mason, Jim Mc-Leod, Ben Cruft,Boguslav Kostecki, Maciej Rakowski, Vaughan Armon, Roger Garland, Peter Oxer, Dermot Creabm Pippa Ibbotson, Dave Noal, Mark Berrow, Rolf Wilson, Patrick Kiernan, John Bradbury-
- Viola: Peter Lale, Garfield Jackson, Katie Wilkinson, Bob Smissen.
- Violonchelo: Tony Pleeth, Roger Smith, Frank Shaefer.